# Abzeichen „Für gute Leistungen beim Neuaufbau Berlins“
Das Abzeichen „Für gute Leistungen beim Neuaufbau Berlins“ war in der Deutschen Demokratischen Republik (DDR) eine nichtstaatliche Auszeichnung der Freien Deutschen Jugend (FDJ), welche in den 50er Jahren für hervorragende Leistung der Jugend auf den Großbaustellen Berlins zum Zwecke des Wiederaufbaues verliehen wurde. 

## Aussehen
Das 37 mm hohe runde vergoldete Abzeichen zeigt mittig zwei neugebaute Hochhäuser im Sozialistischen Klassizismus mit der darunter liegenden zweizeiligen Inschrift: FÜR GUTE LEISTUNGEN / BEIM NEUAUFBAU BERLINS. Umschlossen wird diese Symbolik von einem Lorbeerkranz, der an seiner unteren Seite von dem FDJ-Symbol und an seiner oberen Seite von einer Deutschlandflagge durchbrochen ist. Im Roten Feld der Flagge ist die Inschrift: UNSER BERLIN VORAN IM NEUEN KURS zu lesen.